# Canção ao lado
Canção ao lado  és el disc de debut del grup portuguès Deolinda aparegut el 21 d'abril del 2008. A finals d'octubre del 2008, arribà a la posició més alta, el 3r lloc, a la llista oficial de l'AFP (Associação Fonográfica Portuguesa), la llista dels 30 discos més venuts a Portugal. L'octubre del 2008, esdevingué disc d'or i el desembre disc de platí.
L'abril del 2009 el disc va arribar al 8è lloc de vendes de la World Music Charts Europe.
Arribà al 10è lloc en una votació duta a terme per l'emissora pública portuguesa Antena 3 l'abril del 2009, a la qual es preguntava quin era el millor disc de música portuguesa editat entre el 1994 i el 2009, tenint com a base 100 discos editats durant aquest període.

## Llista de cançons
Totes les cançons, escrites per Pedro da Silva Martins.
1. "Mal por mal" – 2:51
2. "Fado Toninho" – 2:07
3. "Não sei falar de amor" – 3:48
4. "Contado ninguém acredita" – 3:50
5. "Eu tenho um melro" – 4:36
6. "Movimento perpétuo associativo" – 2:31
7. "O fado não é mau" – 1:54
8. "Lisboa não é a cidade perfeita" – 3:38
9. "Fon-fon-fon" – 2:46
10. "Fado castigo" – 4:32
11. "Ai rapaz" – 3:10
12. "Canção ao lado" – 2:36
13. "Garçonete da casa de fado" – 4:29
14. "Clandestino" – 2:58